# Prédios da Metalúrgica Abramo Eberle

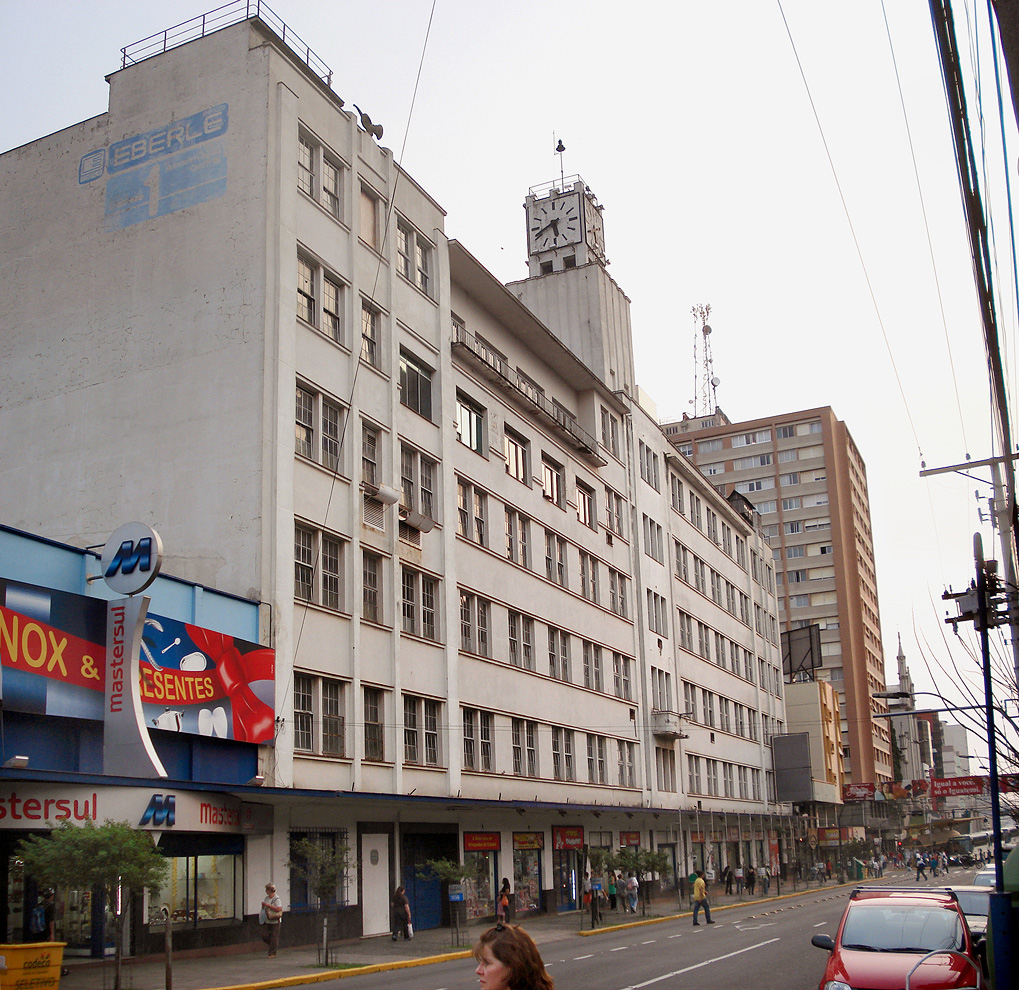
O prédio principal, onde funcionava a sede administrativa e o varejo.

Os prédios da antiga Metalúrgica Abramo Eberle constituem um grupo de edificações históricas de Caxias do Sul, RS, ocupando quase todo um quarteirão entre as ruas Sinimbu, Borges de Medeiros, Marquês do Herval e Os Dezoito do Forte, erguidos entre as décadas de 1930 e 1950. Dentre eles destaca-se o prédio da administração e loja da antiga empresa, sito à rua Sinimbu 1670, no centro da cidade. O conjunto é tombado pela municipalidade desde 6 de janeiro de 2006. Em 2015 um outro conjunto foi tombado, a Fábrica 2.
Projetado por Silvio Toigo, foi erguido na década de 1940, em um estilo modernista despojado, com influência déco, o prédio de 10 mil m² se distribui em seis pavimentos, com fachada simétrica dividida em cinco blocos. É um importante exemplar da arquitetura industrial na cidade. No térreo existe uma série de grandes vitrines e várias portas, e os pavimentos superiores apresentam séries regulares de janelas simples e duplas, e triplas no bloco central. No último pavimento há uma sacada à esquerda, e coroa o prédio um campanário com um grande relógio, cujo badalar a cada meia hora é ouvido em grande parte do centro da cidade. Também no terraço foi instalada uma réplica da primeira funilaria de Abramo Eberle, fundador da empresa.
O prédio foi construído para abrigar parte da Metalúrgica Abramo Eberle S.A., uma das mais importantes empresas caxienses, responsável por grande parte do impulso de desenvolvimento industrial da cidade no século XX. A Metalúrgica, fundada em 2 de abril de 1896 como uma modesta funilaria, com o tempo passou a produzir uma variada série de itens, desde talheres, cutelaria e espadas até rebites e botões metálicos, incluindo também peças para cultos religiosos, e em seu auge empregava milhares de funcionários. No período da II Guerra Mundial foi pioneira na produção de motores elétricos para atender à crescente demanda interna.
A Metalúrgica funcionou no local até a década de 1990, tendo sido comprada neste intervalo pelo Grupo Zivi, que continuou as atividades da empresa até o prédio ser desativado. Atualmente o edifício cede alguns espaços para a Faculdade Ideau. Um controverso projeto de revitalização foi aprovado em 2014, prevendo a demolição de partes da estrutura interna, a construção de prédios modernos no espaço e a transformação do complexo em centro comercial.
Também foi tombado um outro prédio da Metalúrgica, a chamada Fábrica 2, inaugurada em 1948 com projeto de Silvio Toigo e Romano Lunardi, com 53 mil metros quadrados, ocupando toda uma quadra entre as ruas Plácido de Castro, Dom José Barea, Pedro Tomasi e Treze de Maio. Um projeto prevê sua adaptação para uso público.